# Vibrionaceae
Die Vibrionaceae bilden eine Familie innerhalb der Gammaproteobacteria und sind die einzige Familie der Ordnung Vibrionales.
Es handelt sich um gramnegative, gärende, fakultativ anaerobe Bakterien. Sie sind Oxidase-positiv und haben eine oder mehrere, meistens polar angeordnete Geißeln.
Die Bakterien kommen in Süß- und Salzwasser vor. Verschiedene Arten, wie z. B. Vibrio cholerae, sind pathogen. Die meisten zur Biolumineszenz fähigen Bakterien gehören zu dieser Familie und leben in Symbiose mit Tiefseetieren.
Mitglieder dieser Familie können Tetrodotoxin, ein Alkaloid und starkes Nervengift herstellen. Diese Bakterien leben in Symbiose mit Fischen der Familie der Tetraodontiformes, wie z. B. dem Kugelfisch.

## Systematik
Zu Vibrionaceae zählen folgende Gattungen:
- Aliivibrio
- Allomonas
- Catenococcus
- Enterovibrio
- Ferrania
- Grimontia
- Listionella
- Photobacterium
- Photococcus
- Salinivibrio
- Vibrio

Synonyme:
- Enhydrobacter wird nun zu den Moraxellaceae gestellt
- Alle Arten der Gattungen Beneckea und Lucibacterium werden als Synonyme von Vibrio betrachtet.
- Die Gattungen Aeromonas und Plesiomonas werden nun zu der Familie Aeromonadaceae gestellt.